# Indicatif régional 202

La partie rouge désigne le territoire du district de Columbia

L'indicatif régional 202 est l'indicatif téléphonique régional du district de Columbia aux États-Unis. L'indicatif régional couvre tout le territoire du district.
L'indicatif régional 202 fait partie du Plan de numérotation nord-américain.

## Historique
Cet indicatif date de 1947 et est l'un des indicatifs originaux du Plan de numérotation nord-américain.